# 大岩神明宮
大岩神明宮（おおいわしんめいぐう）は、愛知県豊橋市にある神社（神明神社）。

## 由緒

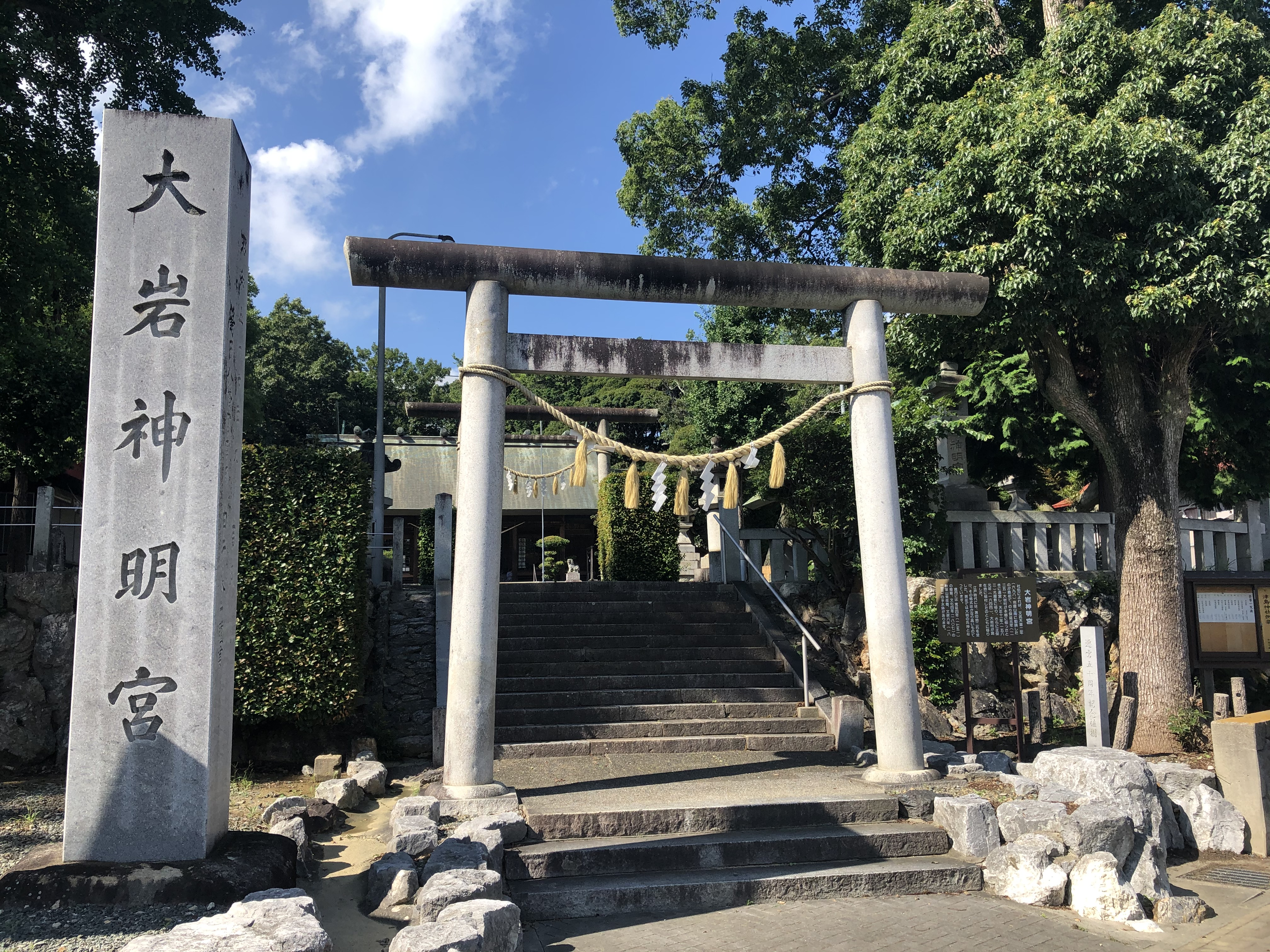
鳥居

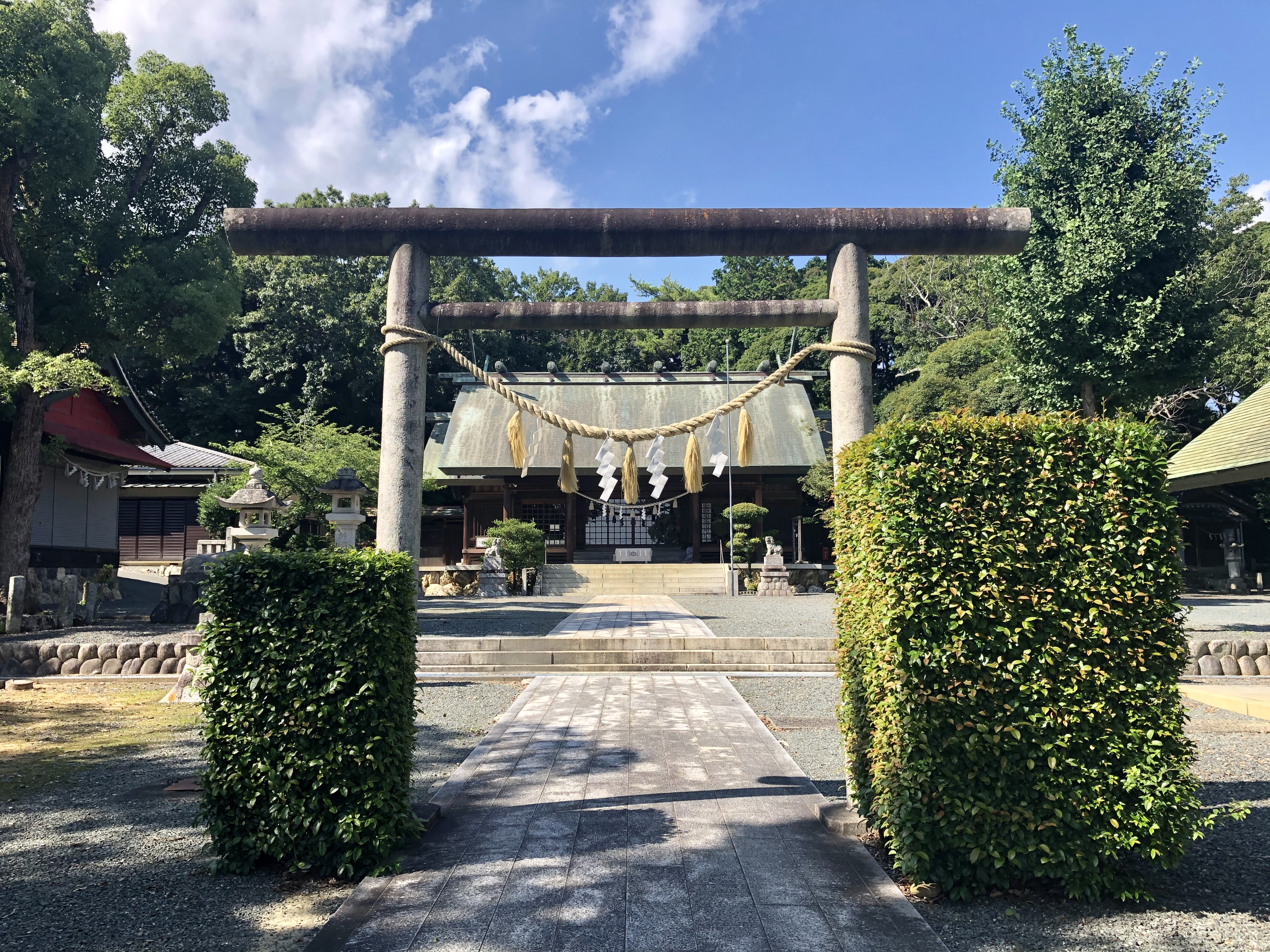
境内

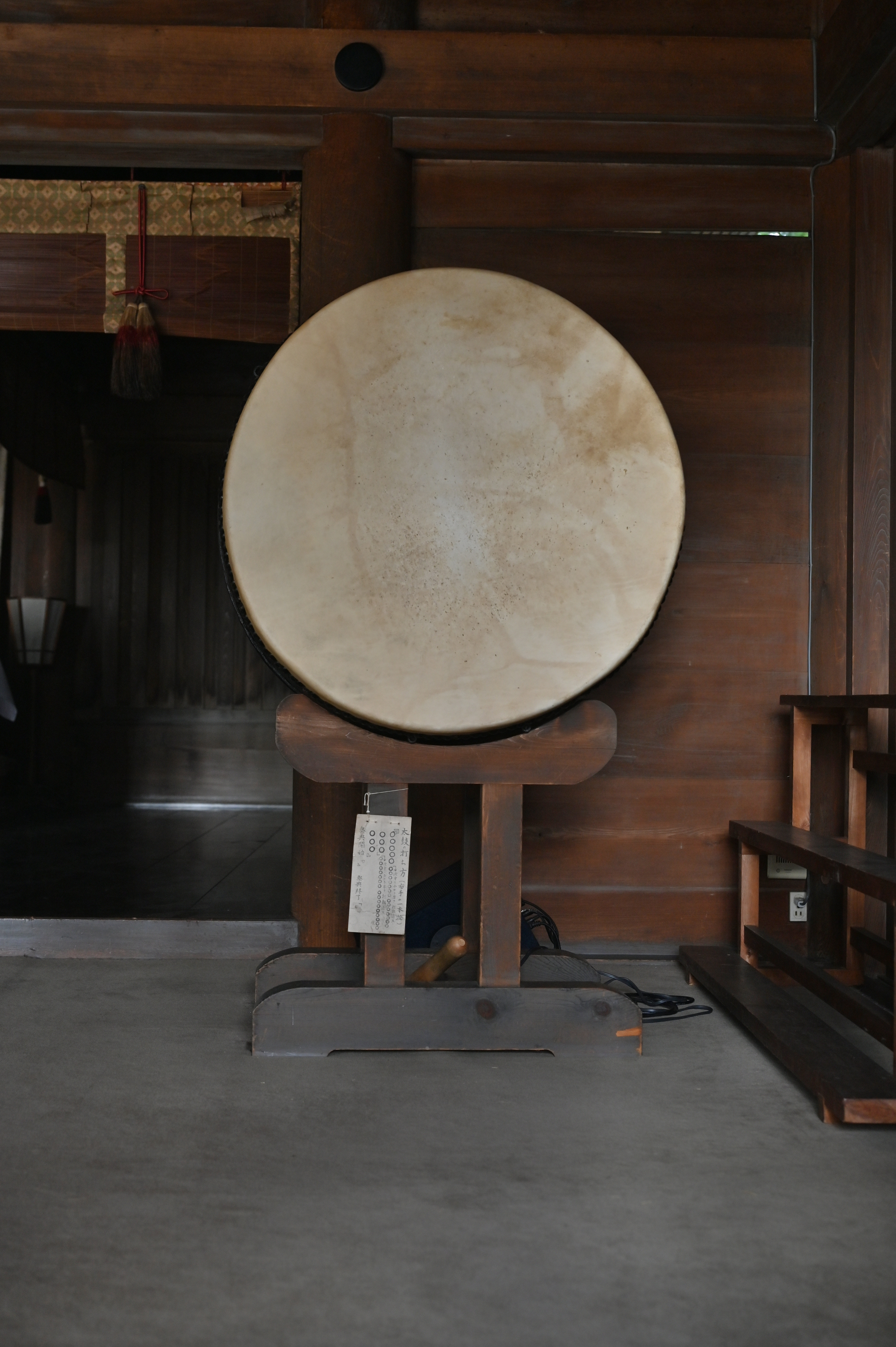
織田信長が寄進したと伝わる陣太鼓

社伝によると、当神明宮は古く文武天皇2年（698年）岩屋山、南山麓「かささ」に巌根の庄大岩の里人に依って創建祭祀されたと伝えられている。
正応元年（1288年）北条貞時の世、郷民は岩屋山麓より南の方本郷へ移住したので、翌年正応2年（1289年）神明宮も本郷へ遷宮奉斎した。
天正11年（1583年）海道替えの為、郷民は本郷から元屋敷に引越し、60年後の正保元年（1644年）二川宿加宿の為、更に今屋敷に引越したが、神明宮は正徳2年2月（1712年）に於いて本郷より現在地に遷座した。
当神明宮は、古来より武門武将の崇敬篤く、織田信長は、陣太鼓を寄進して戦勝を祈願し、徳川家康は、御朱印社領三石五斗を奉り、継目して明治維新に至った。
明治4年（1871年）村社に列せられ、明治42年9月（1909年）神饌幣帛供進使参向御指定社となった。
昭和8年10月（1933年）神明宮正殿本殿幣殿拝殿の御改造には氏子崇敬者は総力を挙げて御奉仕し、盛大に遷宮の大祭を奉斎した。
法人「神明社」として、包括団体神社本庁傘下神社としての承認を受け、更に50余年後の平成16年7月神社本庁の承認を得て、古来からの社名を復元し「大岩神明宮」と改称した。
祭神は天照大御神で、毎月第1日曜日に月次祭がある。祭礼は、毎年10月の第2土曜日に宵祭がある。御神楽奉納、若連寸劇、手筒花火奉納などがあり、夜店も賑わう。翌日の本祭には子供神輿、餅投などがある。
氏子数3600余戸を数える豊橋市内屈指の大社である。

## 境内社（末社）
- 金毘羅神社
- 八王子社（八柱神社）
- 津島神社
- 若宮八幡社
- 秋葉神社
- 秩父神社
- 御霊神社
- 伊曽部社（伊雑神社）
- 三峯神社
- 社宮司社

## 文化財
- 燈籠 - 寛延4年（1751年）
- 秋葉山常夜燈 - 文化4年（1807年）
- 手水鉢 - 文政6年（1823年）

## アクセス
JR東海東海道本線二川駅